# Villa Tapia
Villa Tapia es un municipio de la República Dominicana, que está situado en la Provincia de la vega .

## Límites
Municipios limítrofes:
|                | Norte: Salcedo y Tenares |                                |
| Oeste: La Vega |                          | Este: San Francisco de Macorís |
|                | Sur: La Vega             |                                |

## Distritos municipales
Está formado por el distrito municipal de:
| Nombre      | Código   |
| ----------- | -------- |
| Villa Tapia | 03190301 |

## Historia
En 1862 se fundó una sección del municipio de La Vega denominada “La Jagua”. El crecimiento experimentado por esta sección determinó que en 1912 se fundara la primera institución privada en dicha localidad gracias a la diligencia hecha por grandes personalidades del lugar. La sección de La Jagua fue elevada a la categoría de Distrito Municipal el 16 de agosto de 1952 y se dio el nombre actual en honor a la memoria del Señor Doroteo Tapia. Villa Tapia está considerado como municipio mediante la ley 293 del 18 de abril de 1968. El primer ayuntamiento y las autoridades quedaron constituida el 16 de septiembre de 1970 con las elecciones celebradas en dicha fecha (gaceta oficial n.º 9772, 20 de abril de 1968).